# Ropalomeridae
Famille
Les Ropalomeridae sont une famille de diptères muscomorphes.

## Liste des genres
Selon Catalogue of Life (1 juin 2019) :
- genre Apophorhynchus
- genre Dactylissa
- genre Kroeberia
- genre Lenkokroeberia
- genre Mexicoa
- genre Rhytidops
- genre Ropalomera
- genre Willistoniella